# Magnification
A Magnification a Yes tizenhetedik stúdióalbuma, 2001-ben adták ki. Ez az együttes első olyan lemeze, amely az új évezredben jelent meg, s a második, amelyen egy szimfonikus zenekar is megszólal (az első a Time & A Word volt).
Billy Sherwood és Igor Khoroshev távozása után a megmaradt zenészek (Jon Anderson, Chris Squire, Steve Howe és Alan White) úgy döntöttek, hogy a billentyűs hangszereket Larry Groupé szimfonikus zenekarának hangzásvilágával pótolják.
A Magnification később elnyerte a kritikusok és a rajongók tetszését is, bár nem olyan mértékben, mint a régi, klasszikusnak számító lemezek (például a Fragile és a Close to the Edge).
2002-ben aztán megjelent az album duplalemezes változata; a második korong három koncertfelvételt tartalmaz, illetve a CD-Rom-sávban egy videóinterjú mellett a Don’t Go klipje, valamint a The Gates of Delirium koncertvideója is megtalálható.

## Számok
1. Magnification – 7:16
2. Spirit of Survival – 6:02
3. Don’t Go – 4:27
4. Give Love Each Day – 7:44
5. Can You Imagine – 2:59
6. We Agree – 6:30
7. Soft As A Dove – 2:17
8. Dreamtime – 10:46
9. In the Presence of – 10:24
I) Deeper
II) Death of Ego
III) True Beginner
IV) Turn Around and Remember
10. Time Is Time – 2:09

A 2002-es bónuszlemezen:
1. „Deeper (In the Presence Of)” (koncertfelvétel) – 11:18
2. „The Gates of Delirium” (koncertfelvétel) – 23:47
3. „Magnification” (koncertfelvétel) – 7:44
4. A CD-ROM-sávon:
videóinterjú Jon Andersonnal
„Don’t Go” (klip)
„The Gates of Delirium” (videófelvétel koncertről)

A 2004-es kiadás
- CD 1

1. „Magnification” – 7:16
2. „Spirit Of Survival” – 6:02
3. „Don’t Go” – 4:27
4. „Give Love Each Day” – 7:44
5. „Can You Imagine” – 2:59
6. „We Agree” – 6:30
7. „Soft As A Dove” – 2:17
8. „Dreamtime” – 10:46
9. „In The Presence Of” – 10:24
„i) Deeper”
„ii) Death of Ego”
„iii) True Beginner”
„iv) Turn Around and Remember”
10. „Time Is Time” – 2:09

- CD 2

1. „Close to the Edge” (koncertfelvétel) – 20:04
2. „Long Distance Runaround” (koncertfelvétel) – 3:44
3. „Gates of Delirium/Soon” (koncertfelvétel) – 22:41

## Közreműködő zenészek
- Jon Anderson – ének, szintetizátoros és akusztikus gitár
- Chris Squire – basszusgitárok, háttérvokál
- Steve Howe – akusztikus és elektromos gitárok, pedálos acélgitár, mandolin és háttérvokál
- Alan White – dobok és egyéb ütőshangszerek, zongora, háttérvokál

A szimfonikus zenekart Larry Groupé vezényli.

## Érdekességek
- A Can You Imagine-t eredetileg az XYZ tagjai (Squire, White, Page) írták, és készítettek el demófelvételként "Believe It" címmel.
- A lemezt Nagy-Britanniában 2001. szeptember 11-én adták ki, de a terrortámadások miatt Amerikában csak három hónap múlva került a boltokba.
- Az Essentially Yes című box seten teljes egészében hallható a Magnification.

## Külső hivatkozások
- A Magnification a Yes hivatalos oldalán
- A Magnification a progarchives.com-on
- A Magnification a progressiveworld.net-en